# Something Beautiful
《Something Beautiful》은 미국의 가수 마일리 사이러스의 아홉 번째 정규 앨범으로, 2025년 5월 30일 컬럼비아 레코드를 통해 발매되었다. 또한, 6월에는 같은 이름의 뮤지컬 영화가 함께 공개될 예정이다. 이 음반은 2023년에 발매된 여덟 번째 정규 앨범 《Endless Summer Vacation》 이후 발표되는 신보로, '치유'를 주제로 한 비주얼 앨범이다. 이 음반은 3월 31일 발매된 프로모션 싱글 〈Prelude〉와 동명 타이틀곡을 통해 공개되었다. 리드 싱글 〈End of the World〉는 4월 3일에 발매되었다.

## 배경
2024년 11월, 마일리 사이러스는 Harper’s Bazaar와의 인터뷰를 통해 《Something Beautiful》이라는 제목의 새 음반을 작업 중이라고 발표하였다. 그녀는 이 음반이 핑크 플로이드의 《The Wall》(1979)에서 영감을 받아 제작된 비주얼 앨범이며, ‘치유’를 주제로 한다고 설명하였다. 2025년 3월 17일, 사이러스는 자신의 소셜미디어 및 공식 웹사이트의 비주얼을 변경하고, 전 세계 곳곳에 포스터를 배치하는 방식으로 새 음반을 암시하기 시작하였다. 이후 3월 24일, 정식으로 음반 발매를 발표하였다.
3월 31일, 〈Prelude〉의 비주얼 영상이 사이러스의 유튜브 채널에서 공개되었다. 이 영상은 사이러스와 제이컵 빅센맨, 브렌든 월터가 공동 연출하였다. 같은 날, 타이틀곡 〈Something Beautiful〉의 뮤직비디오 또한 공개되었다. 뉴욕 타임스 스퀘어의 빌보드에는 〈End of the World〉의 발매를 암시하는 티저 영상이 공개되었으며, 이는 사이러스의 공식 웹사이트에서도 확인되었다. 이 곡은 2025년 4월 3일, 음반의 리드 싱글로 발매되었다.

## 주제 및 구성
총 13곡으로 구성된 《Something Beautiful》은 마일리 사이러스와 숀 에버렛이 총괄 프로듀서를 맡아 제작되었다. 음반의 아트워크는 글렌 럭퍼드가 촬영하였으며, 사이러스는 1997년 티에리 뮈글러의 아카이브 쿠튀르를 두른 모습으로 등장한다. 이는 음반의 ‘대담한’ 미학과 비주얼 스토리텔링을 강조하는 ‘강렬한 오마주’로 평가되었다.

### 노래
《Something Beautiful》은 전자 악기로 구성된 연주와 함께한 스포큰 워드 곡 〈Prelude〉로 시작한다. 가사에서 마일리 사이러스는 존재론적 사유를 탐색하고, 아름다움의 이중성에 대해 성찰한다. 앨범의 타이틀곡은 얼터너티브 알앤비 발라드로 시작해 소울과 재즈의 영향을 융합한다. 후렴구에서는 익스페리멘털 록과 사이키델릭 팝으로 "폭발"하며, 사이러스의 왜곡된 보컬이 돋보인다. 〈End of the World〉는 불가피한 종말 앞에서의 도피를 주제로 한 디스코풍 팝 송가이다.

## 곡 목록
곡 목록은 애플 뮤직을, 크레딧은 타이달에서 제공되었다.
| #            | 제목                                                        | 작사·작곡                                                                       | 프로듀서                                           | 재생 시간 |
| ------------ | ----------------------------------------------------------- | ------------------------------------------------------------------------------- | -------------------------------------------------- | --------- |
| 1.           | 〈Prelude〉                                                 | Cole Haden Jonathan Rado Maxx Morando Michael Pollack Miley Cyrus Shawn Everett | Rado Morando Pollack Cyrus Everett                 | 2:35      |
| 2.           | 〈Something Beautiful〉                                     | Max Taylor-Sheppard Morando Pollack Cyrus Ryan Beatty                           | Rado Taylor-Sheppard Morando Pollack Cyrus Everett | 4:31      |
| 3.           | 〈End of the World〉                                        | Alec O'Hanley Gregory Aldae Hein Rado Pollack Cyrus Molly Rankin Everett        | O'Hanley Rado Morando Pollack Cyrus Rankin Everett | 4:10      |
| 4.           | 〈More to Lose〉                                            | Autumn Rowe Pollack Cyrus                                                       | BJ Burton Rado Pollack Cyrus Everett               | 4:35      |
| 5.           | 〈Interlude 1〉                                             |                                                                                 |                                                    | 1:14      |
| 6.           | 〈Easy Lover〉                                              |                                                                                 |                                                    | 3:06      |
| 7.           | 〈Interlude 2〉                                             |                                                                                 |                                                    | 1:30      |
| 8.           | 〈Golden Burning Sun〉                                      |                                                                                 |                                                    | 4:54      |
| 9.           | 〈Walk of Fame〉 (featuring Brittany Howard)                |                                                                                 |                                                    | 6:00      |
| 10.          | 〈Pretend You're God〉                                      |                                                                                 |                                                    | 4:39      |
| 11.          | 〈Every Girl You've Ever Loved〉 (featuring Naomi Campbell) |                                                                                 |                                                    | 5:18      |
| 12.          | 〈Reborn〉                                                  |                                                                                 |                                                    | 5:42      |
| 13.          | 〈Give Me Love〉                                            |                                                                                 |                                                    | 3:51      |
| 총 재생 시간 | 총 재생 시간                                                | 총 재생 시간                                                                    | 총 재생 시간                                       | 52:05     |